# Neptosternus starmuehlneri
Neptosternus starmuehlneri är en skalbaggsart som beskrevs av Wewalka 1973. Neptosternus starmuehlneri ingår i släktet Neptosternus och familjen dykare. Inga underarter finns listade i Catalogue of Life.